# آندریفکا (شهرستان پروخوروفسکی، استان بلگورود)
آندریفکا (انگلیسی: Andreyevka, Prokhorovsky District, Belgorod Oblast) یک شهرک در بخش پروخوروفسکی استان بلگورود کشور روسیه است.